# 칸나다인
칸나다인은 드라비다계 민족 언어 집단으로, 칸나다어를 모국어로 사용하며 남인도의 카르나타카주와 그 주변 지역에서 기원했다. 칸나다어는 드라비다어족에 속한다. 칸나다어는 2001년 기준으로 세계에서 가장 널리 사용되는 30개 언어 중 하나이다.
카르나타카주에 사람이 거주했다는 증거는 적어도 기원전 2천년부터 존재하며, 이 지역은 인더스 문명과 접촉했다고 전해진다. 기원전 4~3세기에 이 땅은 마우리아 제국에 의해 지배되었으며 자이나교가 주류 종교였다. 초대 마우리아 황제 찬드라굽타 마우리아가 아들 빈두사라에게 제위를 물려준 후 자이나교 구루와 함께 슈라바나벨라골라 지역으로 은퇴했다고 전해진다.
마우리아 이후 카르나타카주의 일부 지역은 인종적으로 칸나다인 또는 외부에서 온 왕조들에 의해 다양하게 지배되었다. 일설에 따르면 이 지역에서 가장 유명한 국가였던 비자야나가라 제국이 퉁가바드라 지역에 주둔한 호이살라 군대에서 지휘관으로 근무했던 한 칸나다인에 의해 세워졌다고 한다. 이 지역을 지배하는 다른 주요 칸나다 왕조로는 카담바, 찰루키아, 라슈트라쿠타, 호이살라 등이 있다.
칸나다어는 서기 450년까지 거슬러 올라가는 비문들을 남겼다. 칸나다 문학은 대부분 다양한 주제에 대한 논문들과 종교적인 작품들에 대한 시들로 구성되어 있다. 칸나다 건축은 돌로 조각된 궁전들, 사원들 그리고 토티 마네와 차우키 마네로 알려진 전통적인 목조 민가들에 의해 지배되고 있다. 고대와 중세 시대에 지어진 많은 종교 건축물들은 오늘날 유네스코 세계문화유산으로 지정되어 있다.

## 같이 보기
- 카르나타카주